# Песнь об Антиохии
«Песнь об Антиохии» (chanson de geste) — о начале Первого крестового похода, включающая подробный рассказ об осаде Антиохии, который, впрочем, соответствует условностям эпического сюжетосложения, а не исторической правде.
Приписывается обычно Грендору из Дуэ, который якобы переработал более раннюю поэму, написанную Ришаром Пилигримом. Написана александрийским стихом; насчитывает (в зависимости от рукописи) от 9 до 10 тысяч строк.

## Содержание
Поэма подробно рассказывает о проповеди Петра Пустынника, отбытии крестоносных отрядов, их пути на Восток. В Константинополе у крестоносцев возникает конфликт с коварным византийским императором Алексеем, однако ссора заканчивается примирением. Двигаясь от Константинополя к Антиохии, крестоносцы берут штурмом Никею, затем участвуют в сражении при Дорилее. Во время похода происходит ссора между Бодуэном и Танкредом, затем их примирение. Войска Бодуэна берут Эдессу, а их глава довольно поспешно женится на дочери местного сеньора. Затем очень подробно рассказывается об осаде Антиохии. Мусульмане оказывают крестоносцам отчаянное сопротивление, но вынуждены сдать город. Однако подошедшая армия сарацина Корбарана (исторический Кербога) в свою очередь осаждает Антиохию. В решительном сражении у стен города крестоносцы одерживают победу. Многие из сарацин принимают крещение.

## Издание
- La Chanson d’Antioche composée au commencement du XIIe siècle par le Pèlerin Richard renouvelée sous le règne du Philippe Auguste par Graindor de Douai et publiée pour la première fois par P.Paris. Paris, 1848, 2 vol.
- La Chanson d’Antioche. S. Duparc-Quioc, Paris, Geutner, 1977, 2 vol.